# عسل‌خوار پشت‌قهوه‌ای

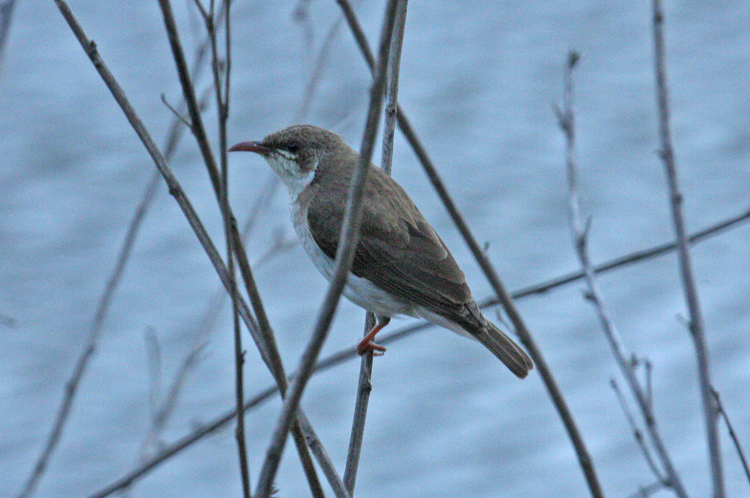
نمایی از عسل‌خوار پشت‌قهوه‌ای، گونه‌ای از پرندگان از خانواده عسل‌خواران - ۲۰۰۷

عسل‌خوار پشت‌قهوه‌ای (نام علمی: Ramsayornis modestus) گونه‌ای از پرندگان از خانواده عسل‌خواران است. در گینه نو و شبه‌جزیره کیپ یورک یافت می‌شود. زیستگاه طبیعی آن جنگل‌های حرای نیمه‌گرمسیری یا گرمسیری است.